# Подбур (гміна Тишовце)
Подбур (пол. Podbór) — село в Польщі, у гміні Тишівці Томашівського повіту Люблінського воєводства.
Населення — 199 осіб (2011).
У 1975-1998 роках село належало до Замойського воєводства.

## Демографія
Демографічна структура станом на 31 березня 2011 року:
|          | Загалом | Допрацездатний вік | Працездатний вік | Постпрацездатний вік |
| -------- | ------- | ------------------ | ---------------- | -------------------- |
| Чоловіки | 99      | 22                 | 72               | 5                    |
| Жінки    | 100     | 15                 | 63               | 22                   |
| Разом    | 199     | 37                 | 135              | 27                   |